# Базилика Святого Фридиана (Лукка)
Базилика Сан-Фредиано (итал. La basilica di San Frediano) — католическая церковь романского стиля, одно из старейших и самых больших культовых сооружений в Лукке, Тоскана. Базилика названа в честь святого Фридиана (Фредиана) и находится на одноимённой площади города. В ноябре 1957 года папа Пий XII присвоил церкви статус малой базилики.

## История

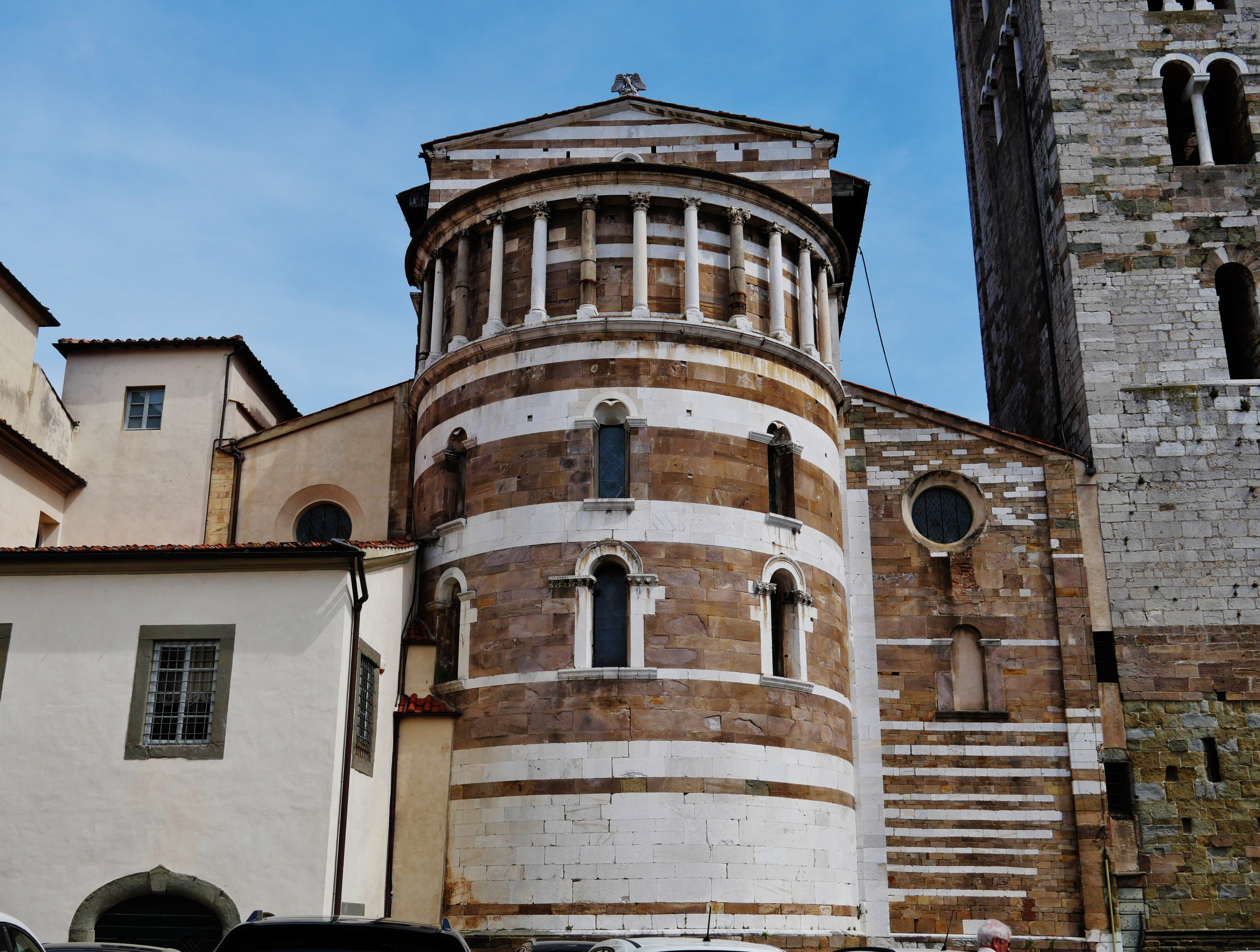
Апсида

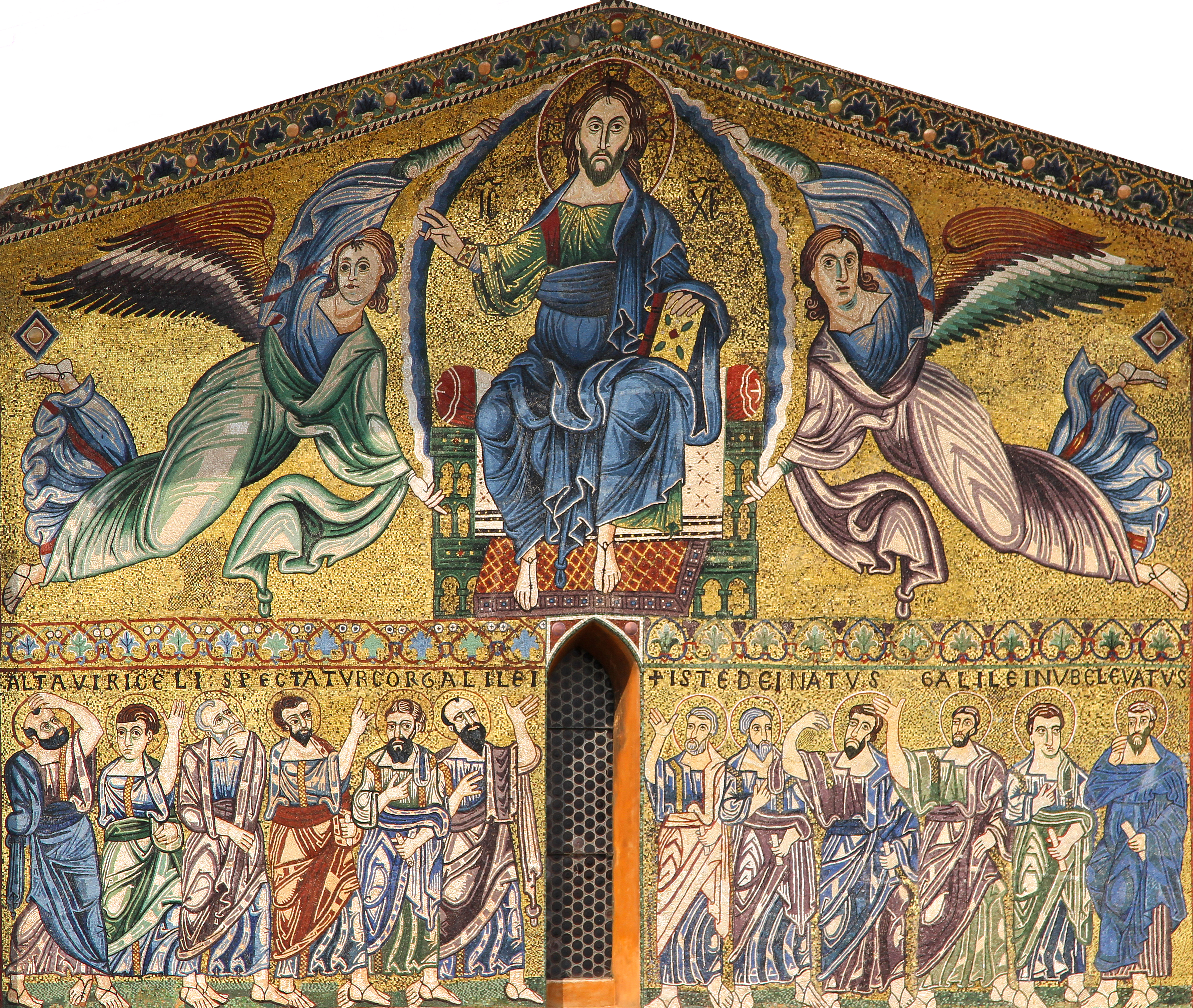
Мозаика главного фасада. XIII—XIV в.

Церковь была построена в первой половине VI века и была посвящена трём святым левитам: Викентию, Стефану и Лаврентию. Строительство первой церкви восходит к самому Фридиану, ирландскому священнику, избранному епископом Лукки между 560 и 588 годами и была вновь освящена в честь святого испанского мученика Викентия Сарагосского. После смерти Фридиана его мощи были помещены в этой церкви и храм был переименован в честь святого Фридиана. Раскопки, проведённые под нынешней базиликой, подтвердили наличие древнего здания.
В эпоху нашествия лангобардов церковь была значительно расширена и в ней была организована монашеская община ордена августинцев. В 1104 году папа Пасхалий II подтвердил каноны, поручив их соблюдение духовенству собора Святого Иоанна Латеранского. В 1112 году настоятель Ротоне начал перестройку здания, которое было освящено в 1147 году папой Евгением III. Проект включал церковь с тремя нефами, без трансептов и даже крипты, в соответствии с новыми тенденциями, связанными с григорианской реформой, с фасадом, обращённым на восток и апсидой с запада, в отличие от правила Августина. Возведение центрального нефа и сооружение деревянного стропильного потолка относятся к XIII веку. Фасад здания был украшен мозаикой, представляющей Иисуса Христа и апостолов.
В XIV—XVI веках по сторонам боковых нефов были открыты многочисленные капеллы для богослужений и частных захоронений. Это привело к расширению фасада за пределы пространств боковых нефов.

## Архитектура
Главный фасад здания отражает его трёхнефную структуру. На центральном уровне находится небольшая лоджия с полуколоннами, увенчанными капителями разных типов, которые охватывают два арочных окна.
Выше находится мозаика XIII—XIV веков, представляющая Вознесение Христа среди ангелов в присутствии апостолов, вначале помещённых по сторонам от образа Мадонны, изображение которой было уничтожено открытием центрального одностворчатого окна. Верхняя часть демонстрирует признак работы высокообразованного художника, прошедшего византийскую школу, и помещённого в римскую среду, в то время как нижняя часть, по-видимому, принадлежит местному художнику из мастерской Берлингьери. Римское влияние также можно распознать по иконографии, определяемой изображением Христа в Мандорле, а также рельефными изображениями апостолов Петра и Павла.
Кампанилу (колокольню), расположенную около апсиды, строили в разные периоды: основание из тёмного камня датируется периодом до XII века, а самая высокая часть из светлого камня была переделана в XIII веке. На каждой стороне имеются арочные окна с беломраморными колонками. Колокольня увенчана «гибеллиновыми зубцами»

## Интерьер
Интерьер храма, несмотря на значительные изменения, в целом сохранил средневековый облик базилики XII—XIII веков. Церковь по-прежнему имеет простой план раннехристианского типа с гладкими стенами без выступов или сложных сочленений арок, а архитектурные элементы полностью соответствуют римской традиции. Три нефа разделены колоннами, привезёнными из Рима. Они поддерживают полуциркульные арки. Неф перекрыт деревянным стропильным потолком того же периода.
Главный алтарь датируется XVI веком и содержит гробницу с телом Святого Фридиана. Вокруг сохранились остатки древнего пола в стиле космати XII века, а на задней стороне — недавно обнаруженная фреска с изображением Святого Причастия, поклоняющегося ангелам (XV век).
В храме находится романская купель XII века, украшенная изображениями из жизни пророка Моисея. Существует ещё одна купель XV века, установленная возле алтаря.
На стенах сохранились остатки древних фресок. На контрфасаде, по сторонам главного портала, имеются фрески «Посещение Девой Марией Елизаветы» и «Мадонна с Младенцем и святыми» работы Микеле Чампанти и Амико Аспертини (XVI в.).
В правом нефе находятся два табернакля из майолики с изображением Благовещения и Святого Варфоломея мастерской делла Роббиа, приписываемые фра Маттиа делла Роббиа (первая половина XVI века), а также две фрески XIV века с изображением Мадонны с Младенцем между святыми Зитой и Рикардо и Святого Петра со святыми. В верхней части правого нефа находится картина Пьетро Сорри с изображением Мученичества Святой Фаусты (ок. 1595).
В верхней части левого нефа находится картина с изображением «Чуда Святого Кассиана» работы Аурелио Ломи (ок. 1595).
Большое помещение справа от входных порталов ведёт в две Капелла (архитектура) капеллы: Капеллу Соккорсо (Мадонны Помощи) и Капеллу Святой Зиты с её мощами. Первая датируется шестнадцатым веком. На стенах капеллы находятся несколько картин XVI—XVII веков, изображающих эпизоды из жизни святой Зиты.
Вторая капелла, ранее принадлежавшая семье Фатинелли, датируется XIV веком и была построена на территории кладбища, где в 1278 году был похоронен святой. Она была полностью отреставрирована в XVII веке.
Капелла святого Креста содержит фрески, изображающие святых Августина, Убальдо и Фридиана во время крещения на реке Серкио. Они созданы болонским художником Амико Аспертини в 1508—1509 годах. В Капелле святой Анны находятся картины, изображающие эпизоды жизни святой Анны. Церковь содержит ещё много других произведений искусства: картин, фресок и надгробий.

## Галерея

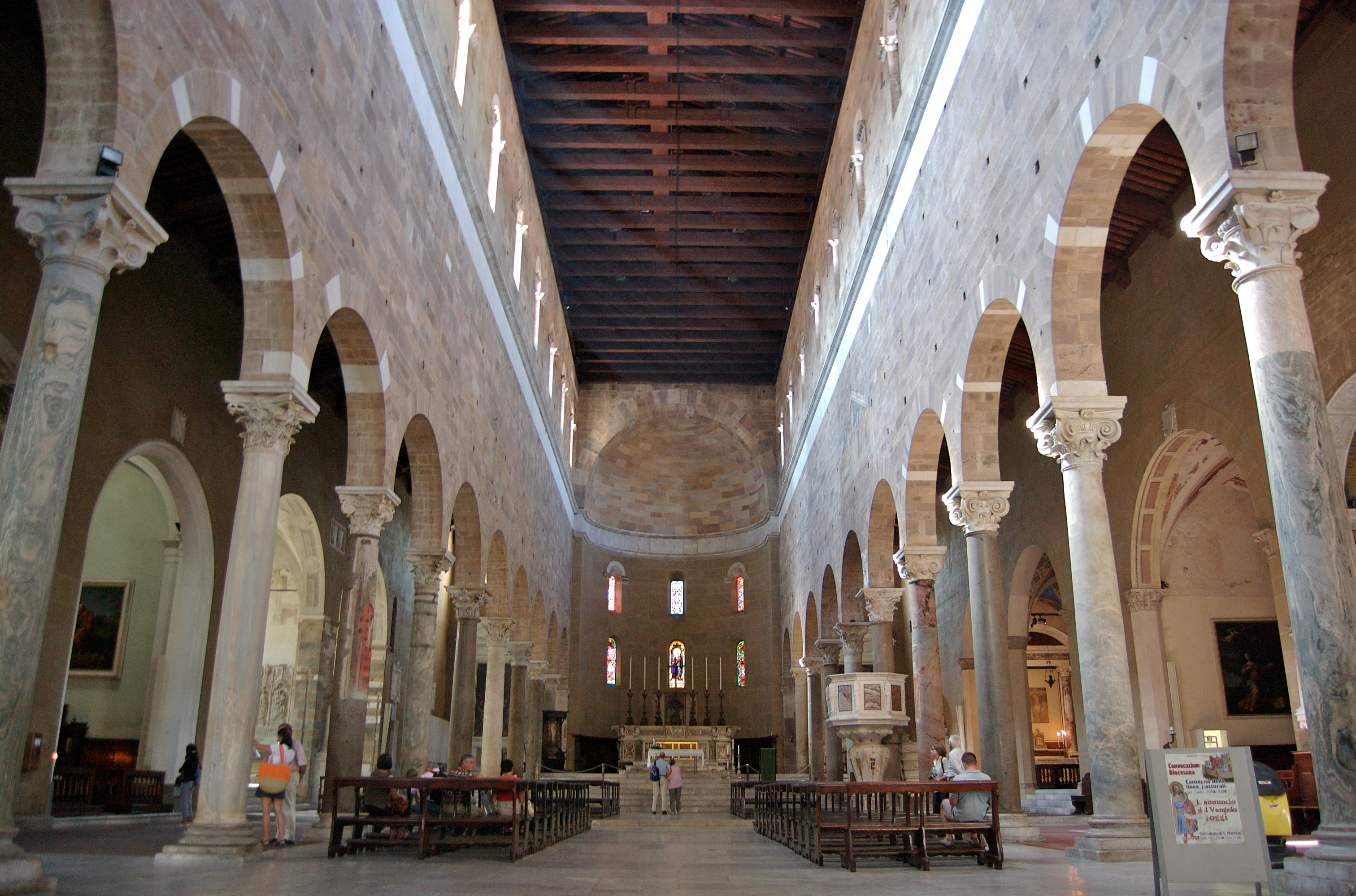
Интерьер главного нефа
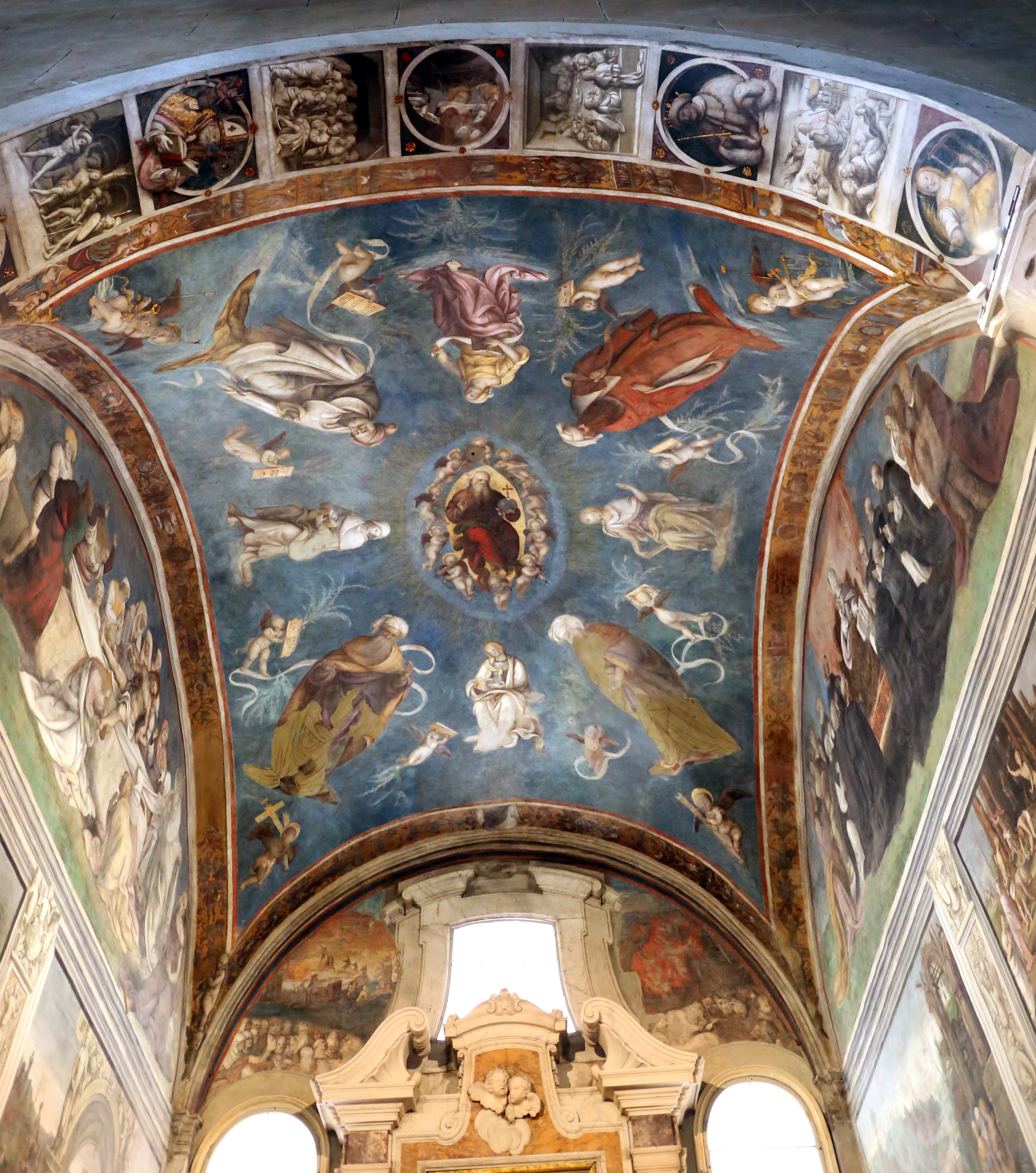
Амико Аспертини. Капелла Сант-Агостино. Бог-Отец, пророки и сивиллы. Роспись свода. 1508-1509
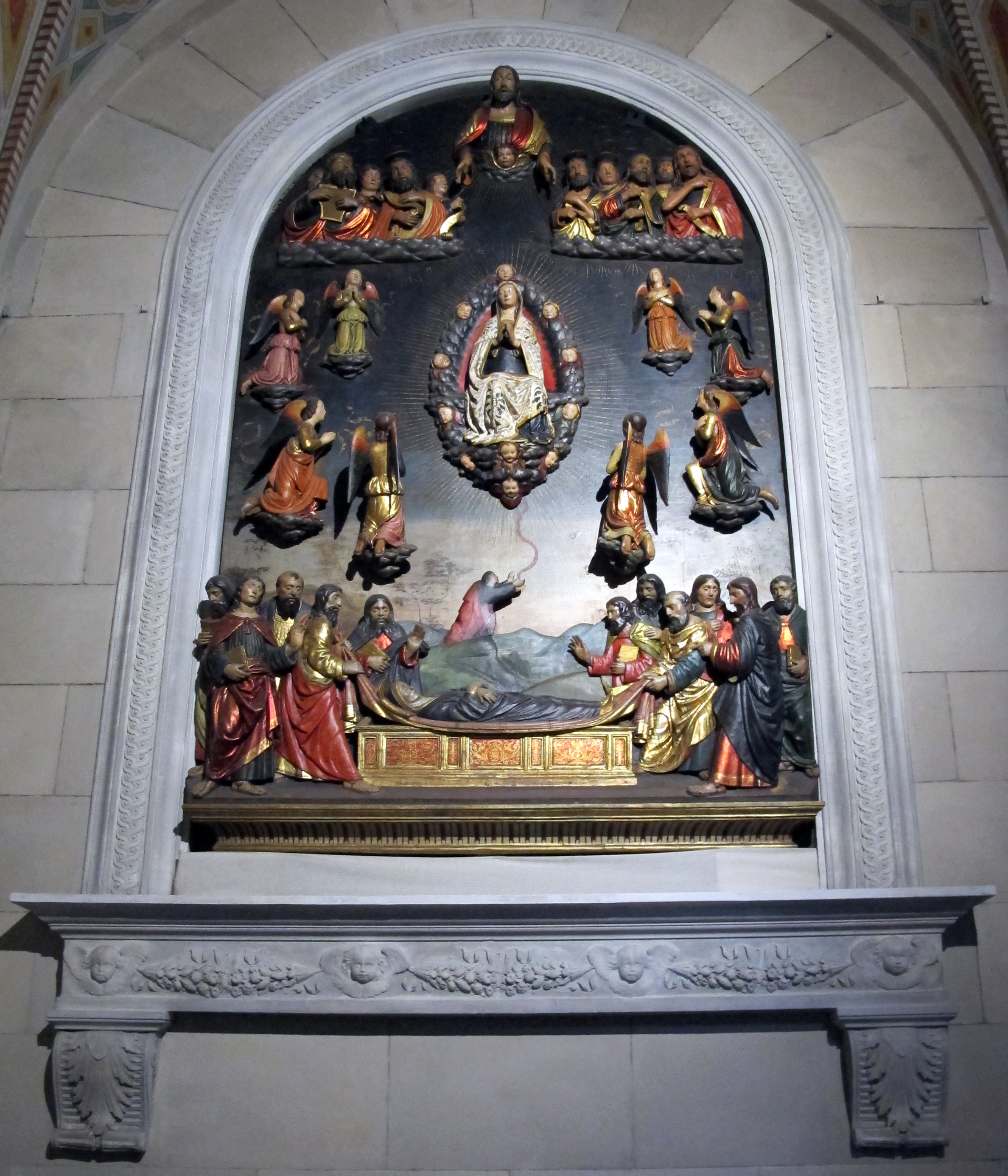
М. Чивитали. Ассунта. Табернакль
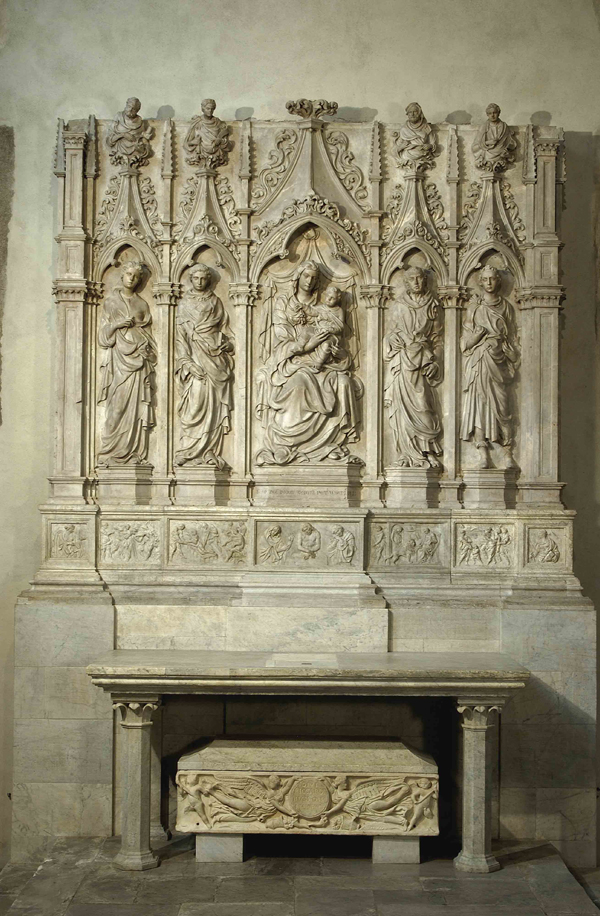
Якопо делла Кверча. Алтарь и гробница Святого Ричарда Пилигрима
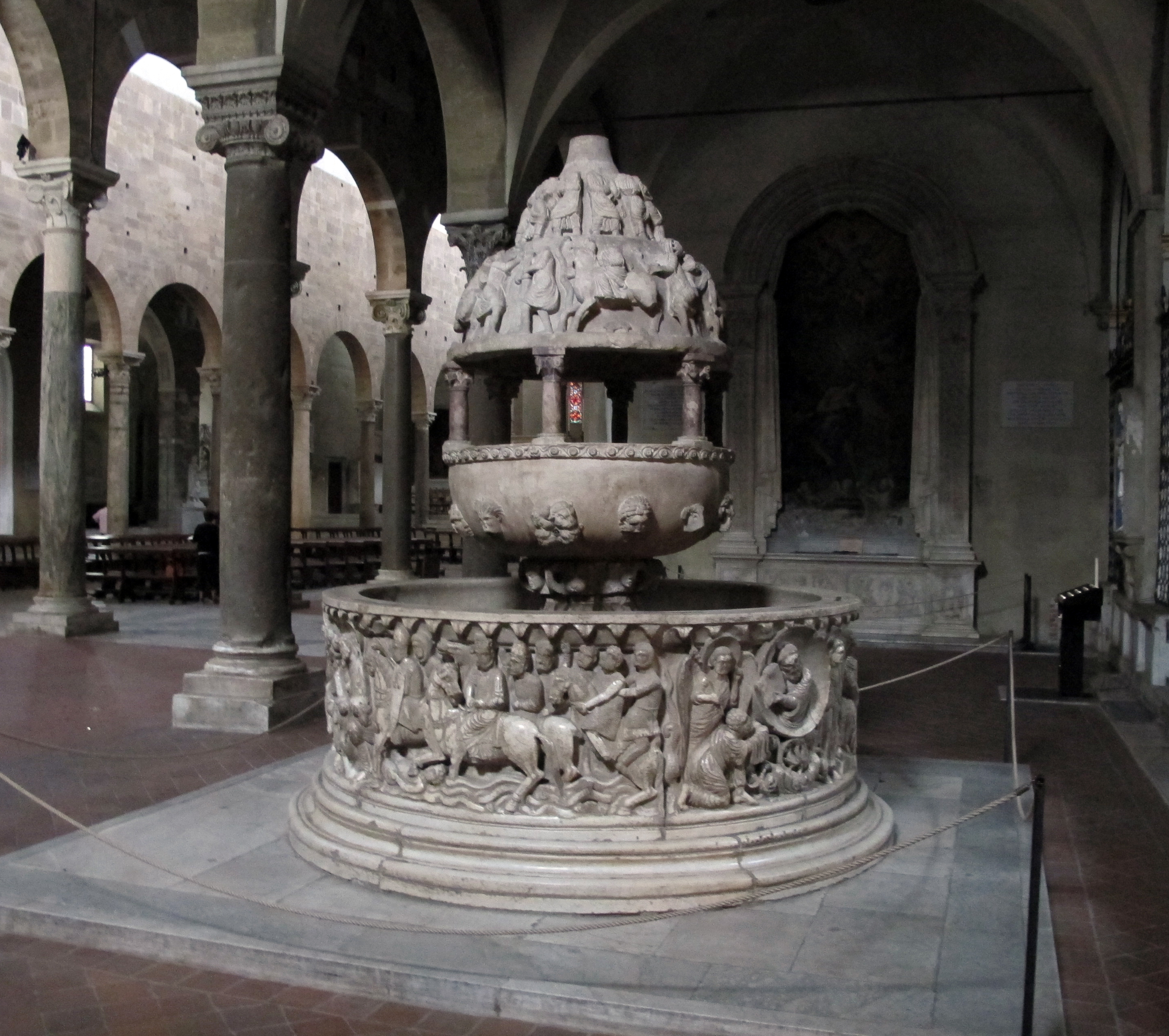
Фонте (купель) с рельефами «История Моисея». Ок. 1150
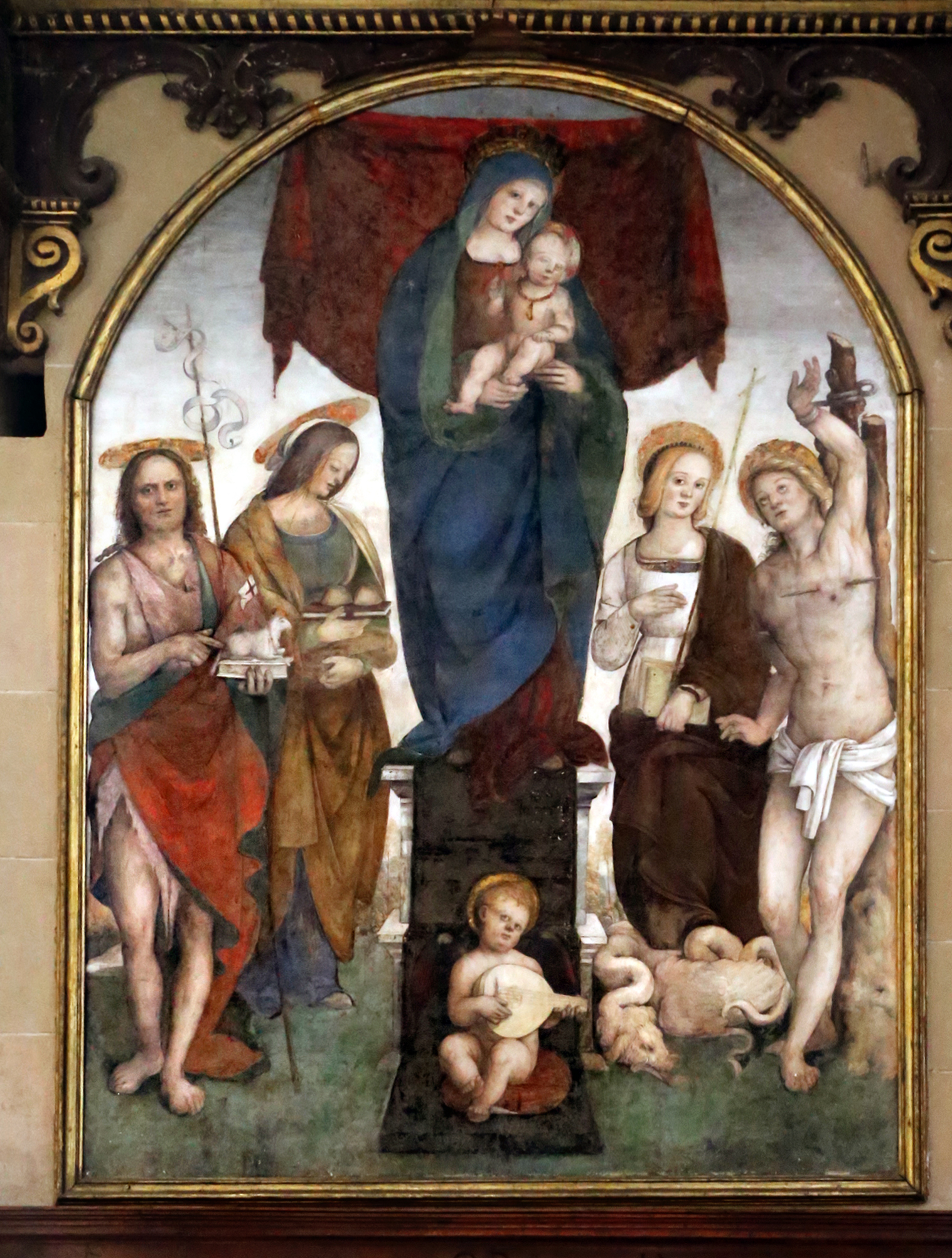
Амико Аспертини. Мадонна с Младенцем и святыми. 1508—1509. Капелла Сант-Агостино
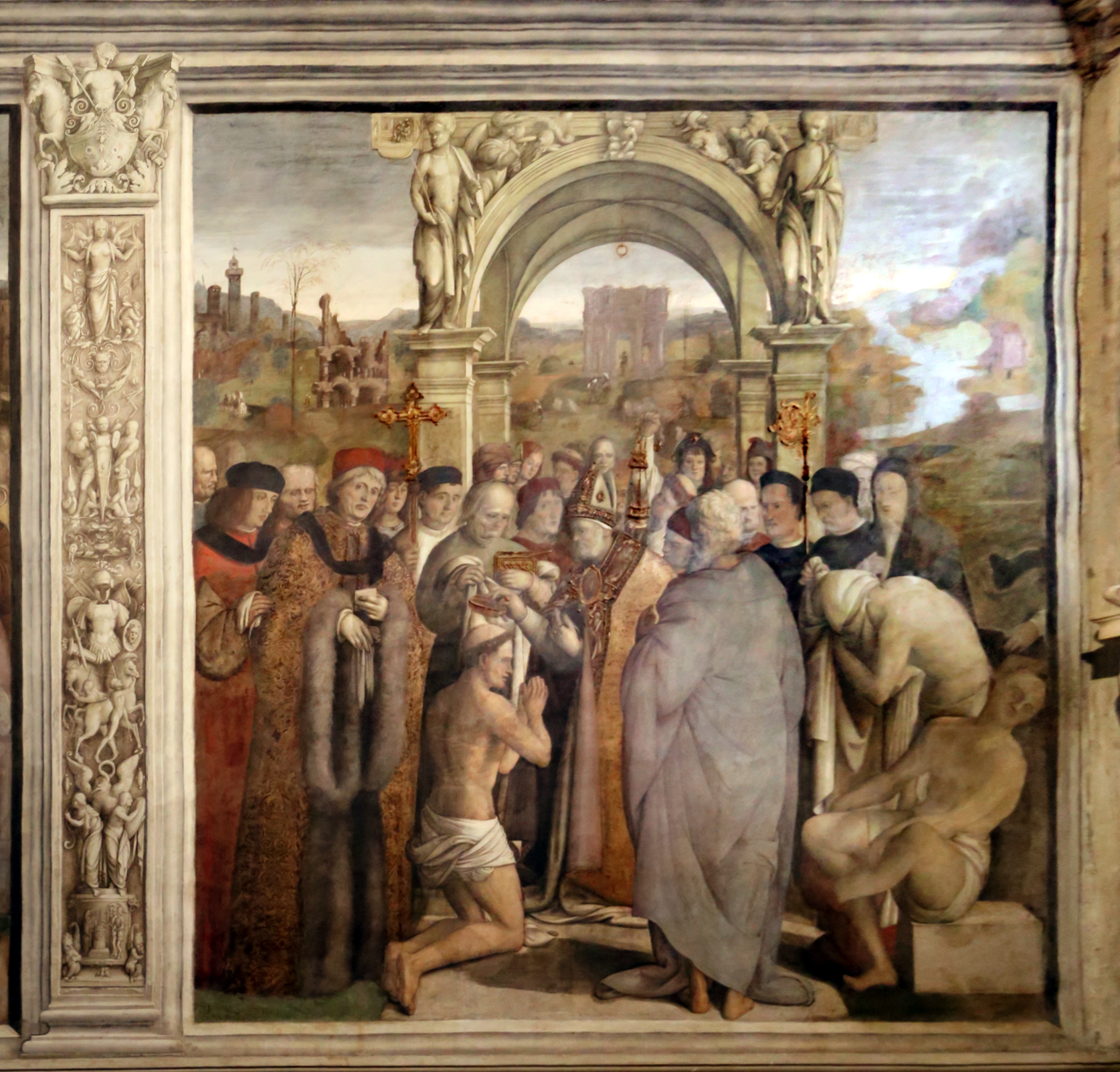
Амико Аспертини. Крещение Святого Августина. 1508—1509. Капелла Сант-Агостино
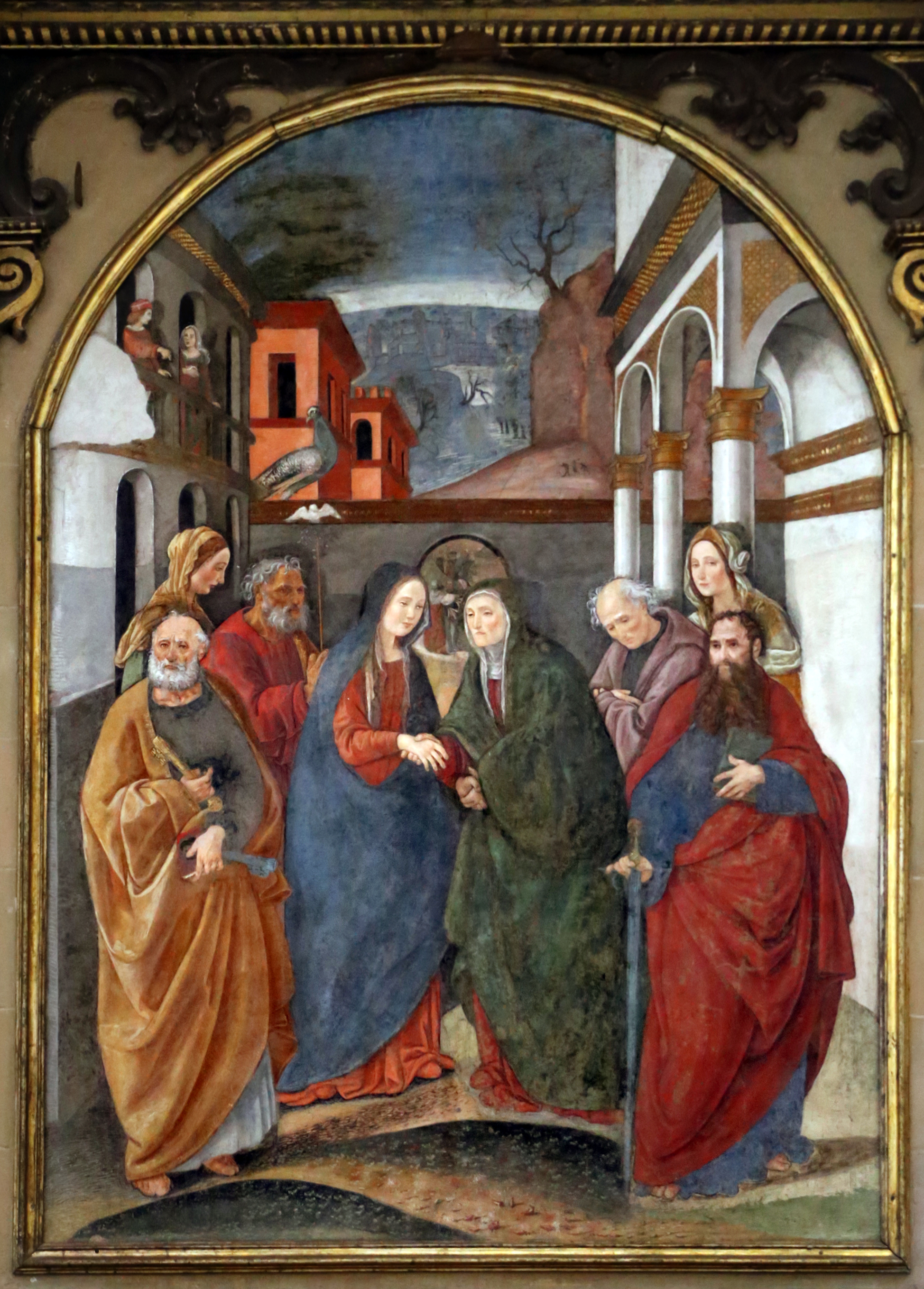
Микеле Чампанти. Посещение Девой Марией Елизаветы. Фреска